# Геологические обнажения аргиллитов
Геологические обнажения аргиллитов (Красная скала) — памятник природы в Ашинском районе Челябинской области, на окраине города Миньяр, в 0,3 км восточнее вокзала станции Миньяр.

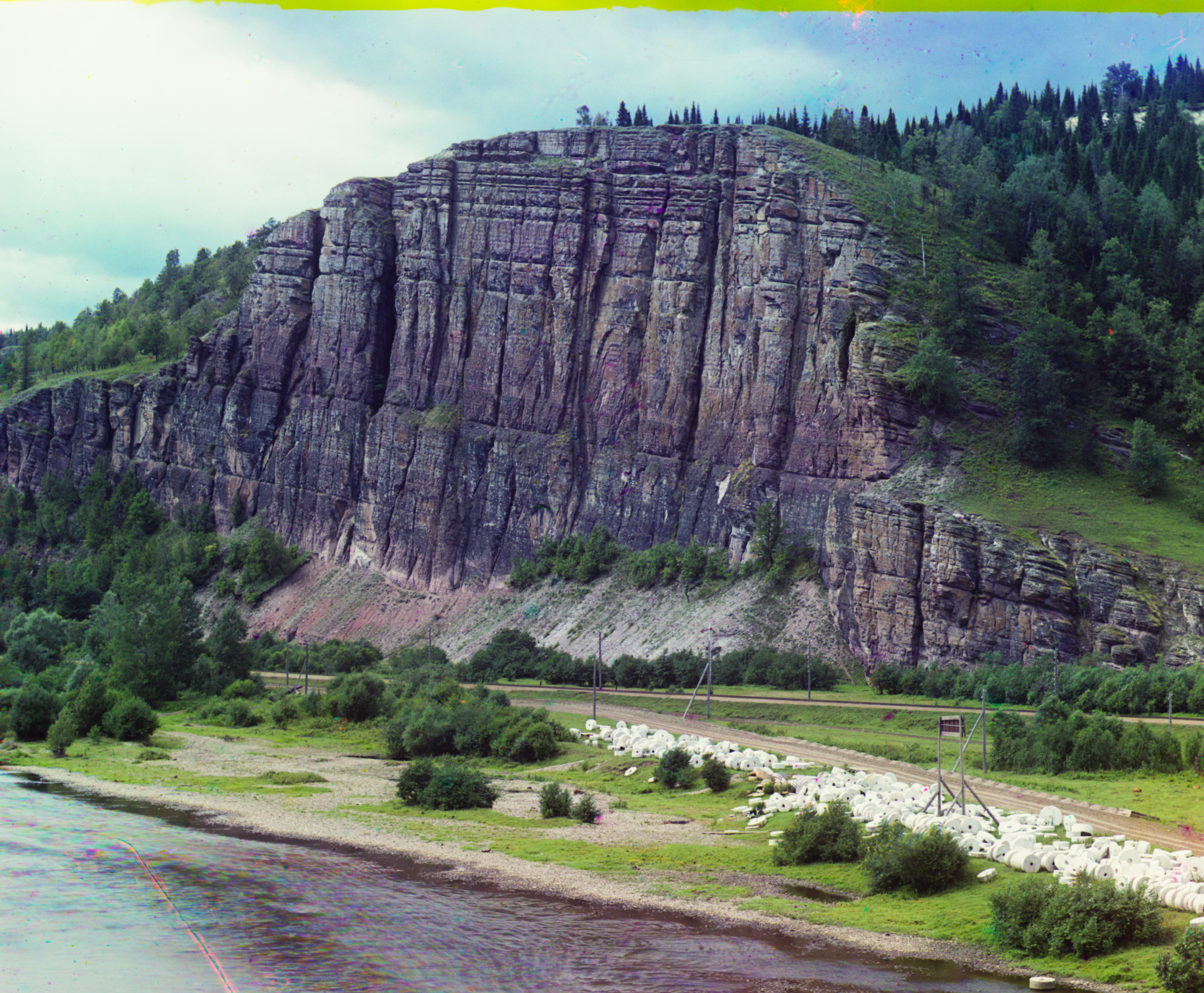
Фото 1910 года

Скала сложена из чётко различимых вертикальных слоёв розовых и белых мергелистых аргиллитов. Высота скалы 80 м, протяжённость более 750 м. Скала имеет отвес в 75-80º и имеет очень живописный вид.
У восточной оконечности Красной скалы расположен Миньярский щебеночный завод, имеющий действующий карьер в непосредственной близости к обрыву, на древней поверхности выветривания. Некоторые отвалы карьера уже нависают над расщелинами и искажают внешний вид объекта.